# Окачена фасада
Окачена фасада е външна стена на сграда, която има главно ограждащи функции и не е част от основната носеща конструкция.
Окачените фасади поемат натоварване от собственото си тегло и преразпределят пряко приложените върху тях въздействия – вятър, земетръс, температурни промени – към основната конструкция. Тъй като не носят значителни товари, те обикновено са изработени от леки метални профили, най-често алуминиеви, и с много голям процент на остъкляване. Структурните фасади са вид окачени фасади, при които носещите профили са изнесени от вътрешната страна и външната повърхност е почти гладка, пресечена само от делатационни фуги между отделните стъклени плоскости.